# トマス・マロリー
トマス・マロリー（Sir Thomas Malory、1399年 - 1471年3月14日）は、『アーサー王の死』の著者・編者。
好古家ジョン・リーランドはマロリーをウェールズ人だと考えたが、最近の学説ではウォリックシャー州ニューボールド・レヴェル出身と考えられている。姓のマロリーは Malory のほか、Maillorie、Mallory、Mallery、Malerore などの表記が見られる。この名前の語源は古フランス語の形容詞 maleure（ラテン語 male auguratus からきている）で、「前触れなく」または「不幸な」という意味。
マロリーの生涯に関して確実とされるものは少ない。おそらく1405年前後に生まれたとされているが、もっと前に生まれていたとする学者もいる。名作『アーサー王の死』の完成から2年もたたない1471年3月に、彼は死んだ。イングランド議会の議員に2度選出された。1450年代には、強盗、強姦、羊泥棒、バッキンガム公暗殺未遂などの罪を犯した。2回脱獄している（片方は武器を用いての強行突破、もう片方は堀を泳いでの逃走）。ロンドン内の複数の刑務所に投獄されたが、保釈で出獄中の収監になったこともある。自身に対する賠償請求訴訟に姿を見せたことがない。
1460年代に一度だけ、王（ヘンリー6世）の恩赦を受けたが、ヘンリー6世の別の恩赦やエドワード4世の恩赦では、明示的に除外されていた。
このことは、作品の一部を獄中で書いたとマロリー自身が節末に記していることからも明らかである。
ウィリアム・オールディスは、『アーサー王の死』の奥付におけるマロリー自身に関する記述から、マロリーが司祭だったかも知れないと考えた。
私はあなた方、このアーサー王と騎士たちを描いた本をお読みいただいたすべての紳士淑女のために祈りを捧げます。あなた方も、私が生きている間、神が私をお救い下さるようお祈り下さい。私が死んだら、どうか皆様、私の魂のためお祈り下さい。この本は、エドワード4世陛下の治世9年目に、イエスの恩寵に基づき、騎士トマス・マロリー卿によって書かれました。彼は昼夜問わずイエスのしもべであります。
『アーサー王の死』を元に書かれたテレンス・ハンベリー・ホワイトの『永遠の王』の最後に、登場人物として若い頃のマロリーが描かれている。このカメオ出演は、ブロードウェイミュージカル『キャメロット』およびその映画版にも見られる。現代では、アーサー王伝説もの作品の多くが、マロリーを根底にしている。ジョン・ブアマンの映画『エクスカリバー』もその一つで、『アーサー王の死』の完全な再現を目指していた。